# Марцишув (гмина)
Марцишув (пол. Marciszów) — сельская гмина (волость) в Польше, входит как административная единица в Каменногурский повет, Нижнесилезское воеводство. C 1975 по 1998 входила в Еленегурское воеводство. Население — 4513 человек (на 31 декабря 2018 года).

## Структура площади
Согласно данным 2002 года, площадь Марцишув составляет 81,98 км², из которых:
- сельскохозяйственная территория: 53%
- лесные массивы: 36%

Гмина занимает 20,7% площади повета.

## Демография
Данные по переписи 30 июня 2004 года:
| Перепись                       | Всего   | Всего | Женщины | Женщины | Мужчины | Мужчины |
| ------------------------------ | ------- | ----- | ------- | ------- | ------- | ------- |
| Единицы                        | человек | %     | человек | %       | человек | %       |
| Население                      | 4730    | 100   | 2386    | 50,4    | 2344    | 49,6    |
| Плотность населения (чел./км²) | 57,7    | 57,7  | 29,1    | 29,1    | 28,6    | 28,6    |

## Соседние гмины
1. Гмина Болькув
2. Гмина Чарны-Бур
3. Гмина Яновице-Вельке
4. Гмина Каменна-Гура
5. Гмина Старе-Богачовице